# Boeing-Stearman Model 75
Le Boeing-Stearman Model 75 est un biplan utilisé comme avion d'entraînement militaire.
Au moins 9 783 exemplaires ont été construits aux États-Unis par le fabricant Boeing et Stearman durant les années 1930 et 1940. Stearman Aircraft (en) devient une filiale de Boeing en 1934. Connu sous les noms de Stearman, Boeing Stearman ou Kaydet, il sert de formateur principal pour l'United States Army Air Forces (USAAF), pour l'entrainement de base dans la United States Navy (USN) (comme le NS et N2S) et dans l'Aviation royale canadienne (RCAF) sous le nom de Kaydet durant la Seconde Guerre mondiale. Après la fin du conflit, des milliers d'avion en surplus sont vendus sur le marché civil. Juste après la guerre, ils ont été utilisés couramment comme avion de loisir et pour le travail agricole.

## Conception

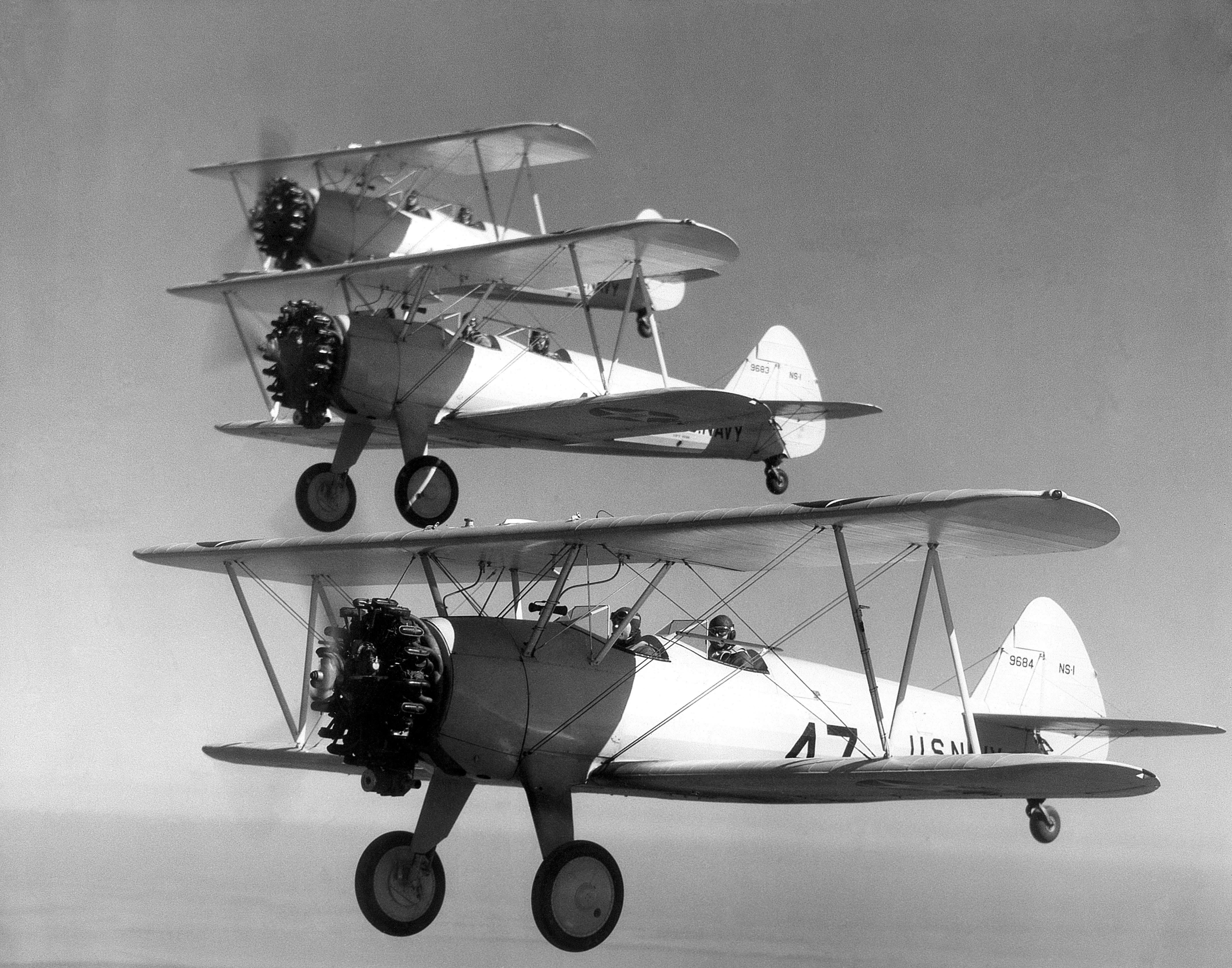
NS-1 de l'US Navy du NAS Pensacola Flight School, 1936.

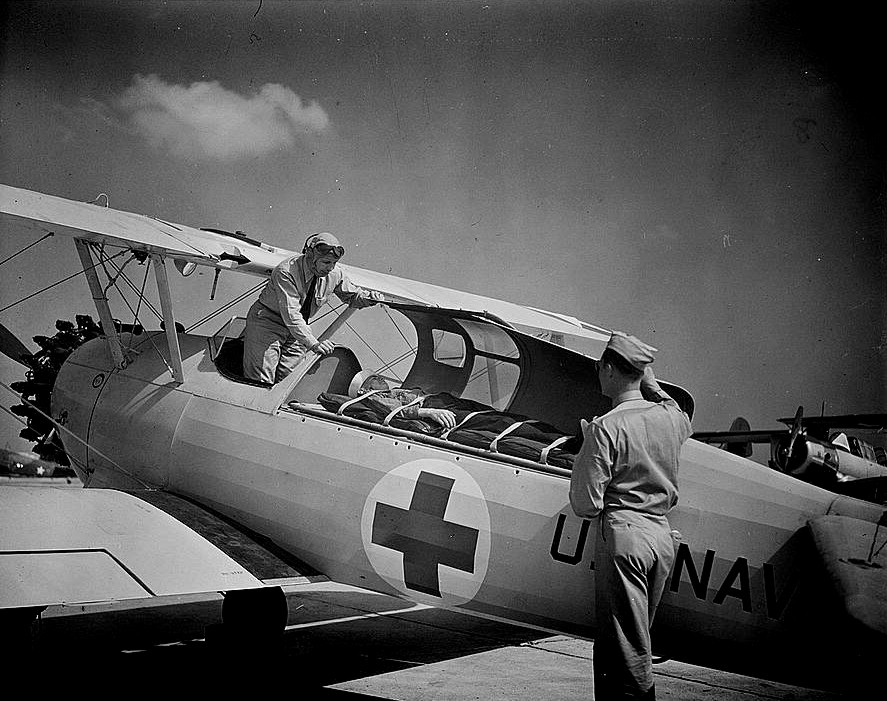
N2S ambulance de l'US Navy au NAS Corpus Christi, 1942.

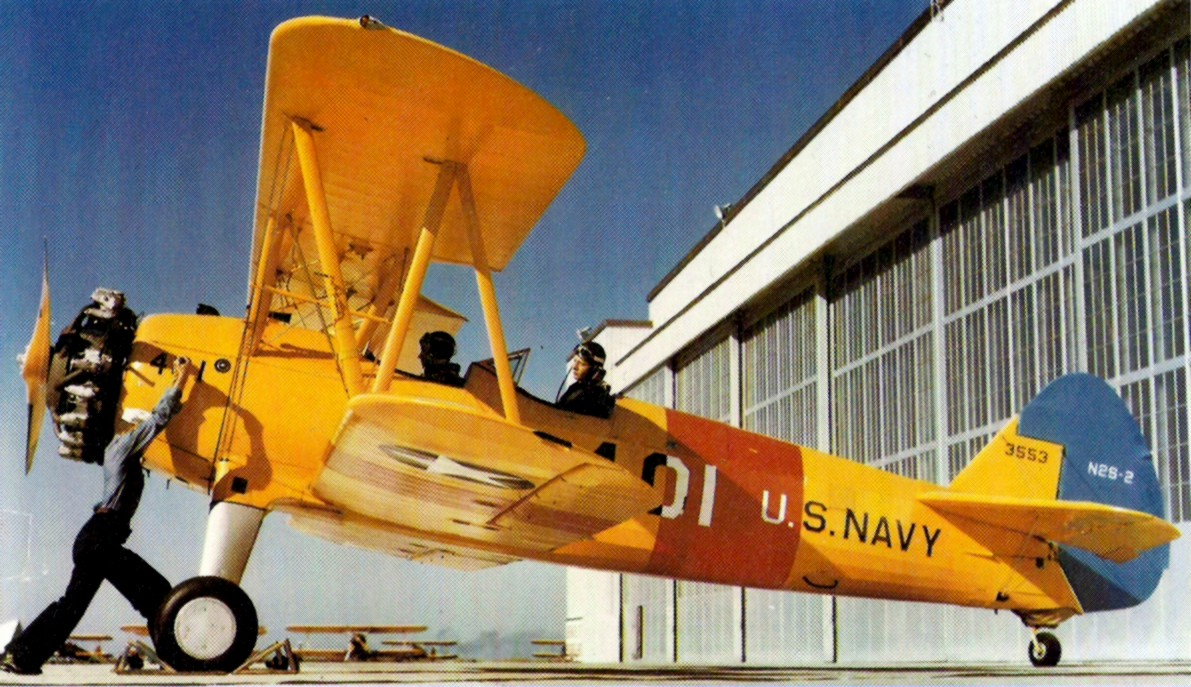
N2S-2 de l'US Navy au NAS Corpus Christi, 1943.

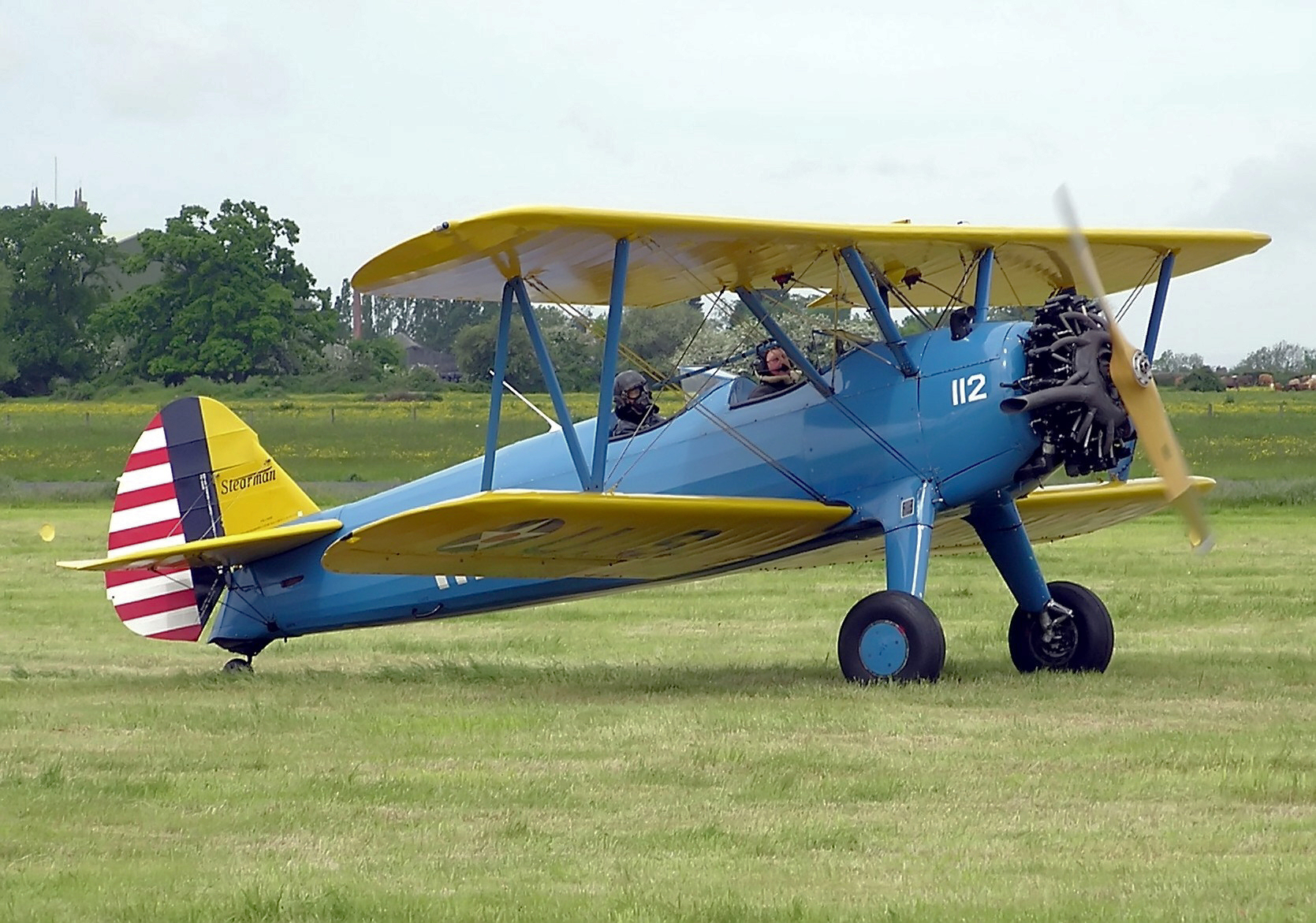
Boeing-Stearman E75 (PT-13D) de 1944.

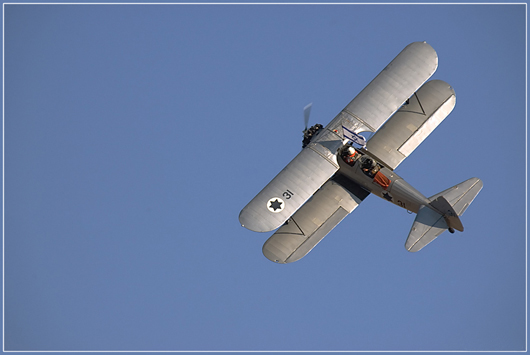
Boeing-Stearman (PT-13) de l'Israeli Air Force.

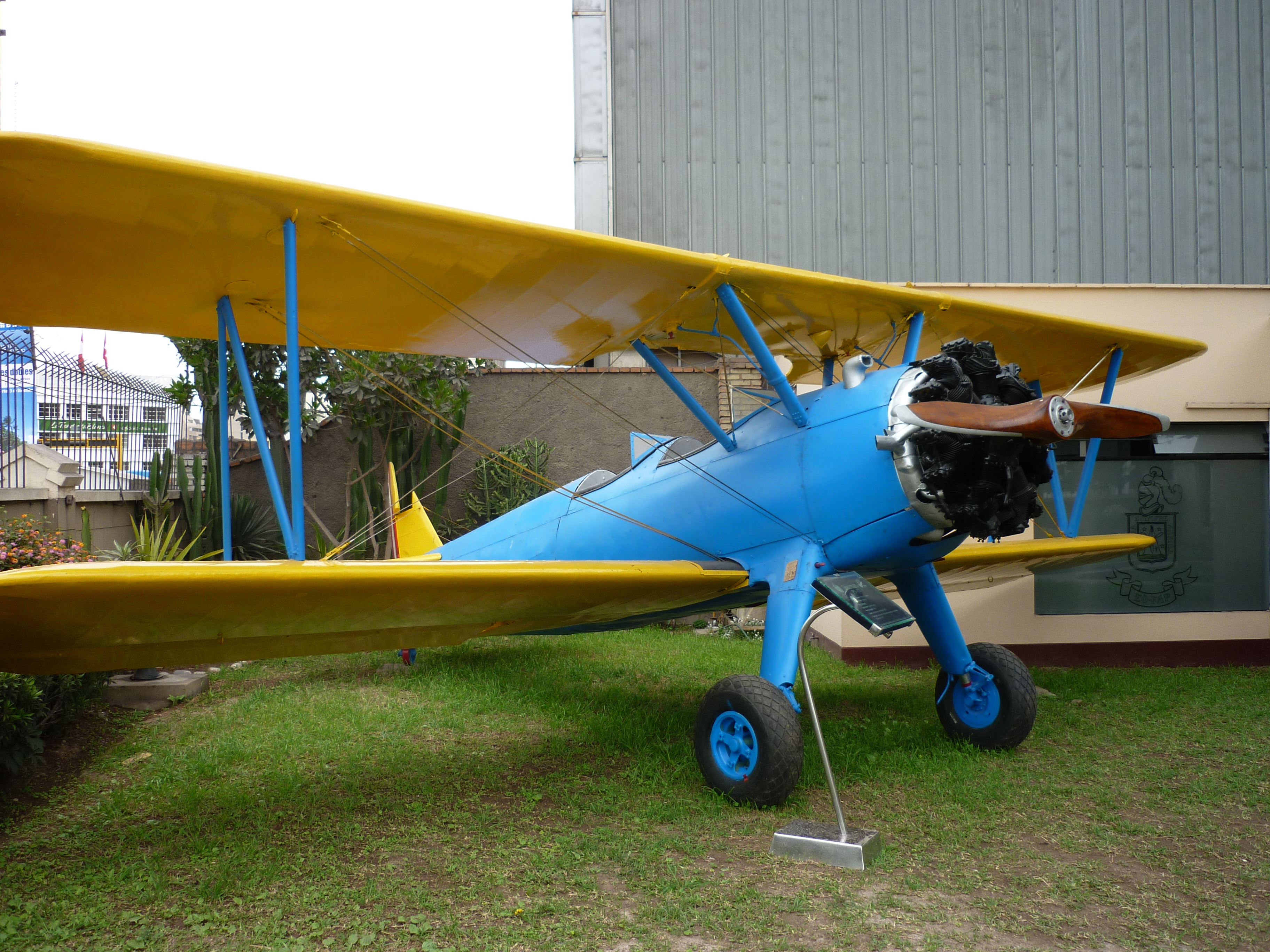
Boeing-Stearman PT-17, musée d'études historiques aérospatiales du Pérou. - Lima.

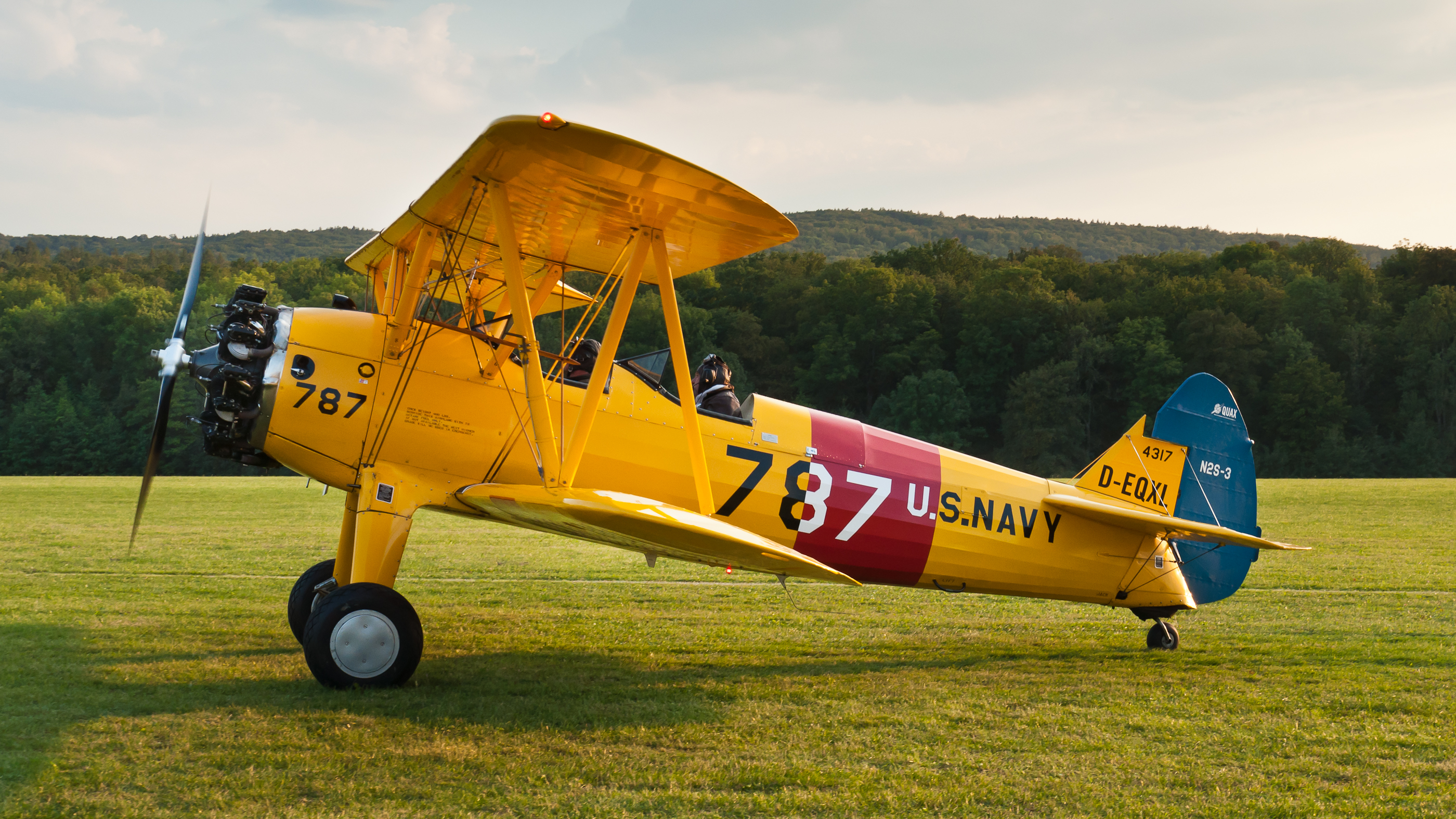
Boeing-Stearman Model 75 (N67193).

Le Kaydet est un biplan classique de construction robuste, avec une roulette de queue libre ou conjuguée à la dérive (selon les options) et deux habitacles ouverts en tandem pour un élève et un instructeur.

### Son distinctif
La vitesse de rotation élevée de l'hélice du Stearman fait que le bout des pales peut atteindre la vitesse du son.
Ce qui rend le bruit de cet avion caractéristique.

## Histoire des opérations

### Usage après-guerre
Après la Seconde Guerre mondiale, des milliers de PT-17 Stearman sont vendus aux enchères à des civils et des anciens pilotes. Beaucoup sont modifiés comme avion de travail agricole pour la pulvérisation aérienne, avec une trémie de pesticides ou d'engrais monté en place avant. L'équipement supplémentaire inclut pompes, rampes de pulvérisation et les buses montées sous les ailes inférieures. Une modification approuvée par le constructeur pour accroître la masse maximale au décollage et améliorer les performances de montée consistait dans le montage d'un moteur plus puissant Pratt & Whitney R-985 et une hélice à vitesse constante. Cette amélioration a eu un certain succès.
Le modèle a été vu au cinéma et à la télévision, notamment dans Tuez Charley Varrick ! de Don Siegel et surtout La Mort aux trousses d'Alfred Hitchcock, deux films où il occupe des scènes clés. Il apparaît également dans Le Patient anglais de Anthony Minghella et dans le film Pearl Harbor de Michael Bay pour une scène d'épandage sur culture. À la télévision, il fait quelques apparitions dans la série JAG, dont le personnage principal Harmon Rabb possède un exemplaire. Dans le film Capricorn One, de Peter Hyams de 1978, il est piloté par un épandeur agricole joué par Telly Savalas qui est poursuivi par deux hélicoptères Hughes OH-6 Cayuse armés de mitrailleuses.

## Variantes
La US Army Air Forces Kaydet a trois différentes désignations basée sur ces moteurs :
- PT-13 : un moteur Lycoming R-680. Il représente un total de 2 141 avions[2].
- PT-13 : Production initiale. Moteur R-680-B4B. 26 construits.
  - PT-13A : moteur R-680-7. 92 livrés en 1937-38. Model A-75.
  - PT-13B : moteur R-680-11. 255 livrés en 1939-40.
  - PT-13C : Six PT-13B modifiés des instruments de vol.
  - PT-13D : PT-13A équipé avec un moteur R-680-17. 353 livrés.
- PT-17 : Avec un moteur Continental R-670-5. 3 519 livrés.
  - PT-17A : 18 PT-17 sont équipés avec d'instrument de vol sans visibilité.
  - PT-17B : 3 PT-17 sont équipés avec équipement de pulvérisation agricole pour le contrôle de parasite.
- PT-18 : PT-13 avec un moteur Jacobs R-755, 150 construits.
  - PT-18A : Six PT-18 adapté pour le vol sans visibilité.
- PT-27 : Canadian PT-17. Cette désignation est donnée aux 300 avions fournis sous Lend-Lease à la RCAF.

L'US Navy a possédé plusieurs versions :
- NS : Jusqu'à 61 livrés. puissance de 220 ch avec un moteur Wright J-5 Whirlwind[3].
- N2S : Connu familièrement comme le "Péril jaune" de son arrangement de peinture complet-jaune.
  - N2S-1 : moteur R-670-14. 250 livrés à la US Navy.
  - N2S-2 : moteur R-680-8. 125 livrés à la US Navy.
  - N2S-3 : moteur R-670-4. 1,875 livrés à la US Navy.
  - N2S-4 : 99 avions de la US Army détournés au US Navy, plus 577 nouvel avion de construit.
  - N2S-5 : moteur R-680-17. 1,450 livrés à la US Navy.
- Stearman 70 : (a.k.a. X70) Le Wright Field XPT-943 basé sur le Stearman 6 Cloudboy (en).
- Stearman 73 : Production civile du NS et PT-13.
- Stearman 75 : (a.k.a. X75) Évalué par l'armée comme un formateur principal. Le X75L3 devient le prototype PT-13. Les variantes des 75 forment la famille du PT-17.
- Stearman 76 : Exportation de l'avion-école et les versions armées des 75.
- Stearman 90 et 91 : (a.k.a. X90 & X91) Les modèles mis en production avec une structure métallique sont dénommés XBT-17.
- Stearman XPT-943 : Le X70 est évalué au Wright Field.

## Opérateurs
Argentine
Marine argentine
 Bolivie
 Brésil
 Canada
Aviation royale canadienne

Force aérienne de la République de Chine
 Colombie
 Cuba
 République dominicaine
 Grèce
 Guatemala
 Honduras
 Iran
Armée de l'air iranienne
 Israël
Israeli Air Force
 Mexique
Force aérienne mexicaine
 Pérou
Force aérienne du Pérou
 Philippines
Philippine Army Air Corps (en)
Force aérienne philippine
 États-Unis
US Army Air Corps/US Army Air Forces
US Marine Corps
United States Navy
 Venezuela